# ラツィオ州

ラツィオ州
Regione Lazio

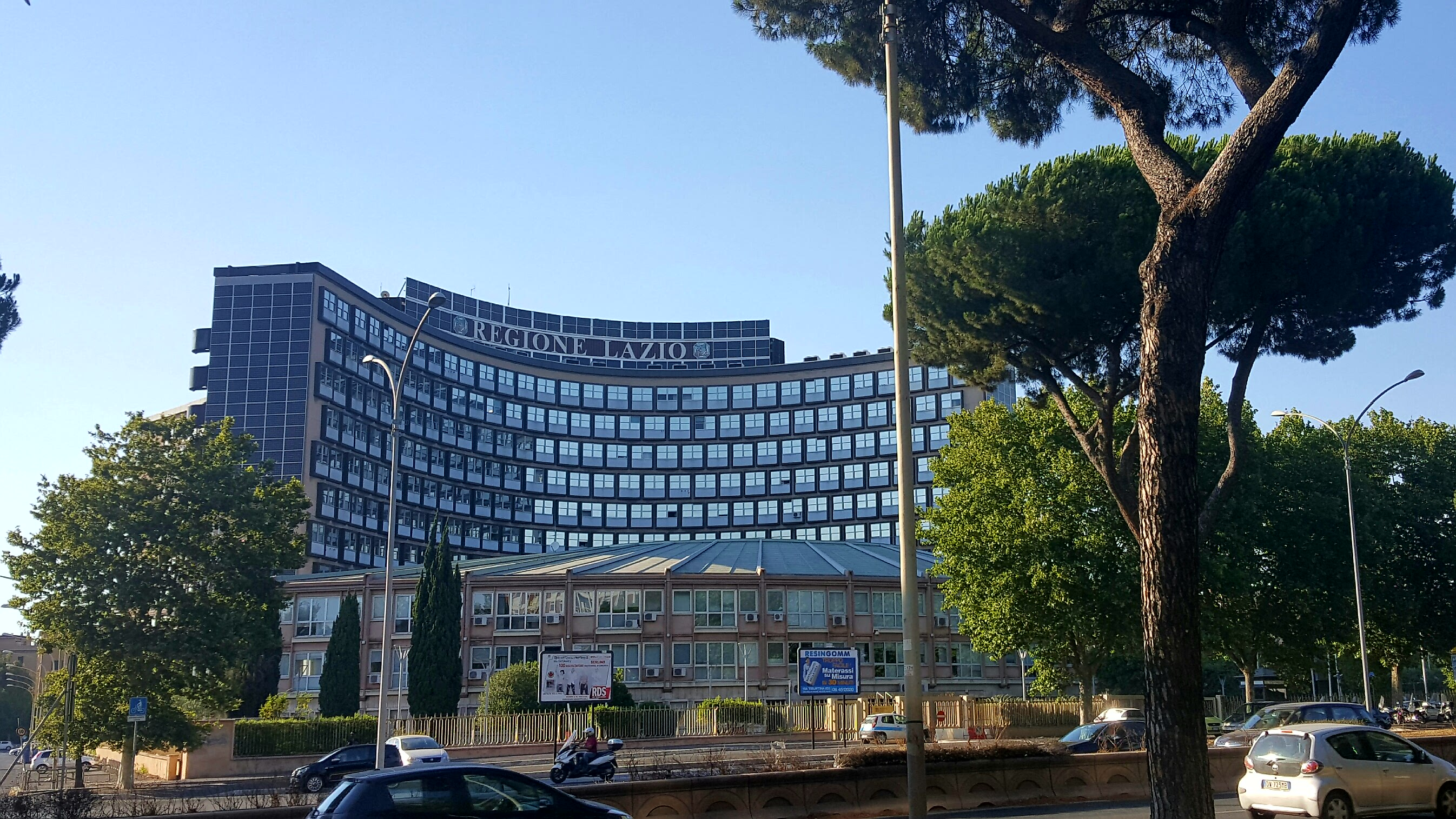
ラツィオ州政府（Via Rosa Raimondi Garibaldi, 7）

ラツィオ州（ラツィオしゅう、イタリア語: Lazio）は、イタリア共和国中部にある州。州都はイタリアの首都であるローマ。
州人口は約570万人で、ミラノを擁するロンバルディア州、ナポリを擁するカンパニア州に次いで第3位である。

## 名称
「ラツィオ」の名は「ラテン」の語源ともなった古い地名「ラティウム（Latium）」に由来する。

## 地理

### 位置・広がり

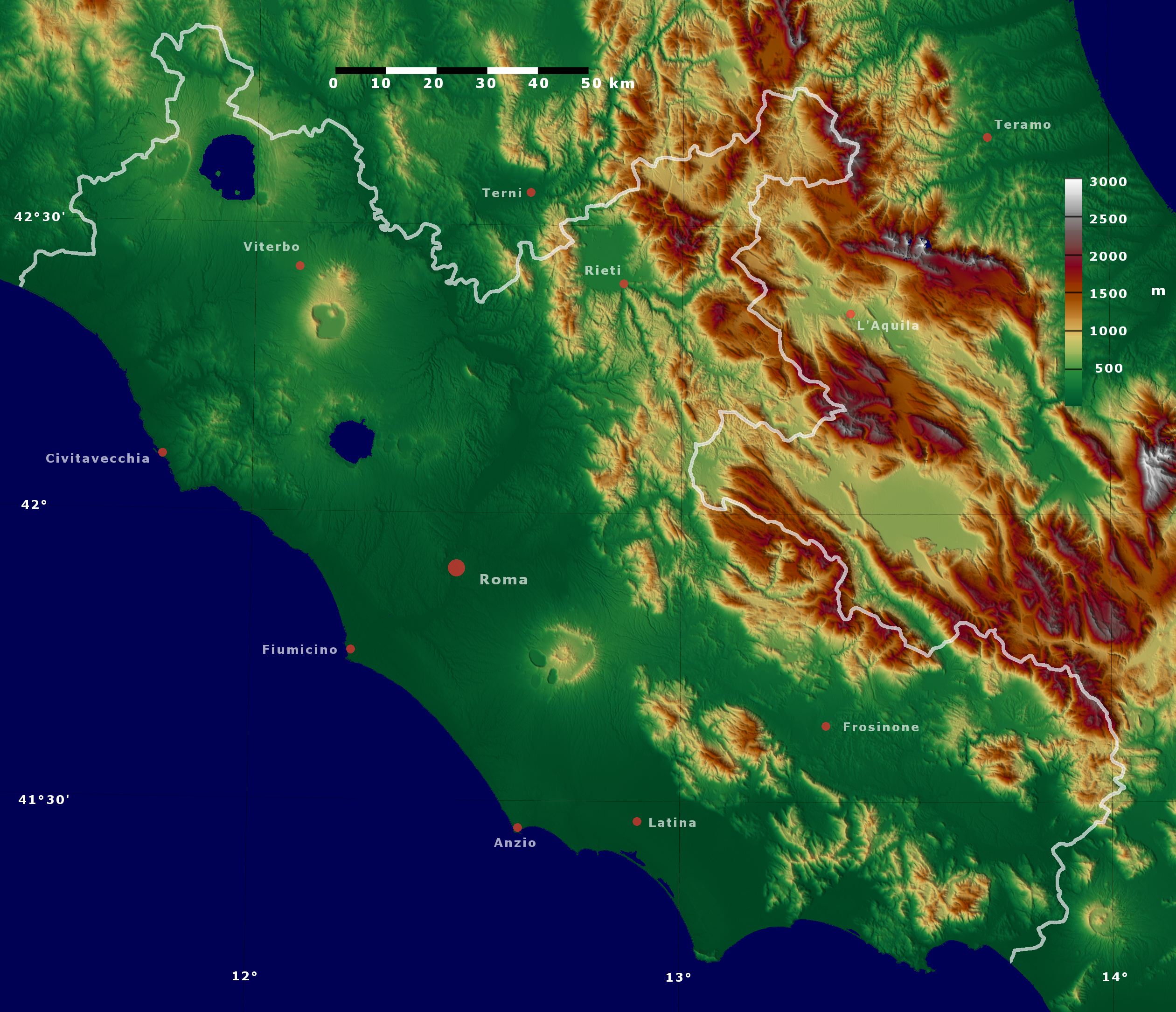
ラツィオ州の地勢図

コムーネの高度区分による面積比率。州のおおまかな地形傾向が見て取れる。

イタリア半島中部に位置し、西海岸（ティレニア海）に面する。州都ローマは、ペルージャから南へ約135km、ペスカーラから西南西へ約158km、ナポリから北西へ約190km、フィレンツェから南南東へ約230kmの距離にある。

#### 隣接する州
隣接する州は以下の通り。
- ウンブリア州 - 北
- マルケ州 - 北東
- アブルッツォ州 - 東
- モリーゼ州 - 東
- カンパニア州 - 南東
- トスカーナ州 - 北西

### 主要な都市
人口6万人以上のコムーネは以下の通り。人口は2011年1月1日現在。
- ローマ （ローマ県） - 2,761,477人
- ラティーナ （ラティーナ県） - 119804人
- グイドーニア・モンテチェーリオ （ローマ県） - 83,736人
- フィウミチーノ （ローマ県） - 70,985人
- アプリーリア （ラティーナ県） - 70,349人
- ヴィテルボ （ヴィテルボ県） - 63,597人
- ポメーツィア （ローマ県） - 61,106人

このほかに主要な都市としては、 チヴィタヴェッキア、ティヴォリ、フロジノーネ、カッシーノ、リエーティなどがある。
- ローマ
- フィウミチーノ
- ヴィテルボ
- フロジノーネ
- リエーティ

## 歴史

紀元前5世紀のラティウムの諸民族（ラテン語表記）

ラツィオ州の歴史は、都市ローマの歴史と深く結びついている。

### 古代
現在のラツィオ州域には、紀元前2千年紀以来、さまざまなインド・ヨーロッパ語族の人々が定住した。州域の中部および南部には、この地域の地名（ラティウム）のもととなったラテン人や、サビニ人、ヴォルスキ人、ヘルニキ人、アエクイ人、Aurunci といった諸集団が、時間差はありながら定着した。州域北部にはエトルリア人が勢力を持っており、少なくとも紀元前5世紀までは他の集団に対して優勢であった。
紀元前5世紀から紀元前1世紀までのラティウムの歴史は、ラテン人の共和政ローマが他の集団に対して支配を確立するための闘争として描かれる（ラティウム戦争など）。その結果として、他の集団はラテン人の要素に同化されていった。かれらが自立を守るための最後の抵抗は、同盟市戦争であった。
ローマ帝国の長い時代において、現代のラツィオ州域はおおむね（臨時の戦争によって中断されるほかは）平和な状態を謳歌した。しかし、やがて帝国の中心としての役割は失われ、その役割は帝国の他の地域に移っていく。476年、西ローマ帝国最後の皇帝ロムルス・アウグストゥルスは、オドアケルによって退位に追い込まれるに至る。

### 中世・近世

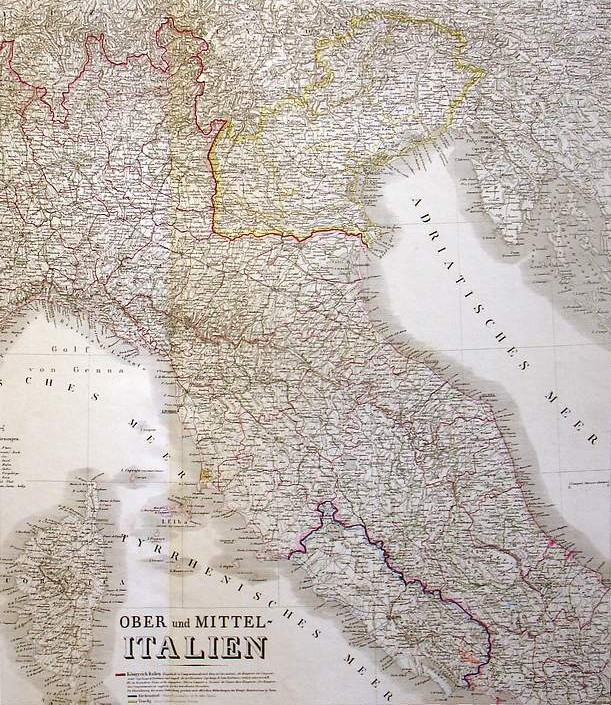
1860年のイタリア王国。ローマ周辺は教皇領。

ラツィオ州域における権力の真空状態を充填したのは、ローマ帝国後期のさまざまな出来事の結果として力を得たカトリック教会であった。以後、ローマを拠点とするカトリック教会の教皇庁は、イタリアに教皇領（教皇国家）を保ち、ローマとラツィオの歴史を左右した。この状況は、1870年にイタリア王国がローマを占領するまで続く。

### 近代・現代
1870年10月6日、イタリア王国はローマに遷都した。以後のラツィオ地域の歴史は、王国の首都ローマの歴史と一体であると言える。
イタリア王国は旧教皇領をローマ県（現在のローマ県よりも広く、ラツィオ州の範囲に近い）とした。
州域南部では、10年の歳月をかけてポンティーネ湿原の干拓と新しい都市の建設が行われ、リットリア県（現在のラティーナ県）が創設された。
ラツィオ州域では、第二次世界大戦中に軍民双方で多数の犠牲が出ることとなった。この戦争中における、州域での特に大きな出来事として、モンテ・カッシーノの戦いや、アンツィオへの連合軍の上陸（アンツィオの戦い）が挙げられる。

## 行政区画
ラツィオ州は以下の5県からなる。

ラツィオ州と各県

左端の数字はISTATコード、アルファベット2文字は県名略記号を示す。人口は2011年1月1日現在。面積の単位はkm²。
|     |    | 県名           | 綴り      | 県都         | 面積  | 人口      |
| --- | -- | -------------- | --------- | ------------ | ----- | --------- |
| 056 | VT | ヴィテルボ県   | Viterbo   | ヴィテルボ   | 3,612 | 320,294   |
| 057 | RI | リエーティ県   | Rieti     | リエーティ   | 2,749 | 160,467   |
| 058 | RM | ローマ県       | Roma      | ローマ       | 5,352 | 4,194,068 |
| 059 | LT | ラティーナ県   | Latina    | ラティーナ   | 2,251 | 555,692   |
| 060 | FR | フロジノーネ県 | Frosinone | フロジノーネ | 3,244 | 498,167   |

## 文化・観光

### 言語
2006年の国立統計研究所（ISTAT）の統計によれば、6歳以上の住民の家庭内での会話における言語状況は以下の通り。イタリア語（Italiano）、地方言語（Dialetto）、他の言語（Altra lingua）についてのデータで、左列が全国平均、右列がラツィオ州の数値である。
| 家庭内の会話における使用言語           | 全国  | 州    |
| -------------------------------------- | ----- | ----- |
| イタリア語のみ、あるいは主にイタリア語 | 45.5% | 60.7% |
| 地方言語のみ、あるいは主に地方言語     | 16.0% | 6.6%  |
| イタリア語と地方言語の双方             | 32.5% | 28.4% |
| 他の言語                               | 5.1%  | 3.1%  |

### 世界遺産
- ヴィッラ・アドリアーナ （ローマ県ティヴォリ）
- ティヴォリのエステ家別荘 （ローマ県ティヴォリ）
- ローマ歴史地区、教皇領とサン・パオロ・フオーリ・レ・ムーラ大聖堂 （ローマ県ローマ）
- チェルヴェーテリとタルクイーニアのエトルリア墓地遺跡群 （ローマ県チェルヴェーテリ、ヴィテルボ県タルクイーニア）

### 食文化
アマトリチャーナやカルボナーラなどは同州が発祥とされている 。

## スポーツ

### サッカー
州内に本拠を置くプロサッカークラブとしては以下がある。所属リーグは2012-13シーズン現在。
- SSラツィオ （ローマ県ローマ） - セリエA (サッカー)（1部リーグ）
- ASローマ （ローマ県ローマ） - セリエA
- フロジノーネ・カルチョ （フロジノーネ県フロジノーネ） - セリエB（2部リーグ）
- USラティーナ・カルチョ （ラティーナ県ラティーナ） - レガ・プロ1
- ACアプリーリア（英語版） （ラティーナ県アプリーリア） - レガ・プロ2（4部リーグ）
- フォンディ・カルチョ（英語版） （ラティーナ県フォンディ） - レガ・プロ2

5部リーグ（アマチュア最上位リーグ）のセリエDでは、ジローネE,G,Hに属する。ラツィオ州の地方リーグ（6部リーグ）として、エッチェッレンツァ・ラツィオ (it:Eccellenza Lazio) がある。

## 交通

### 空港
主要な空港には以下がある。

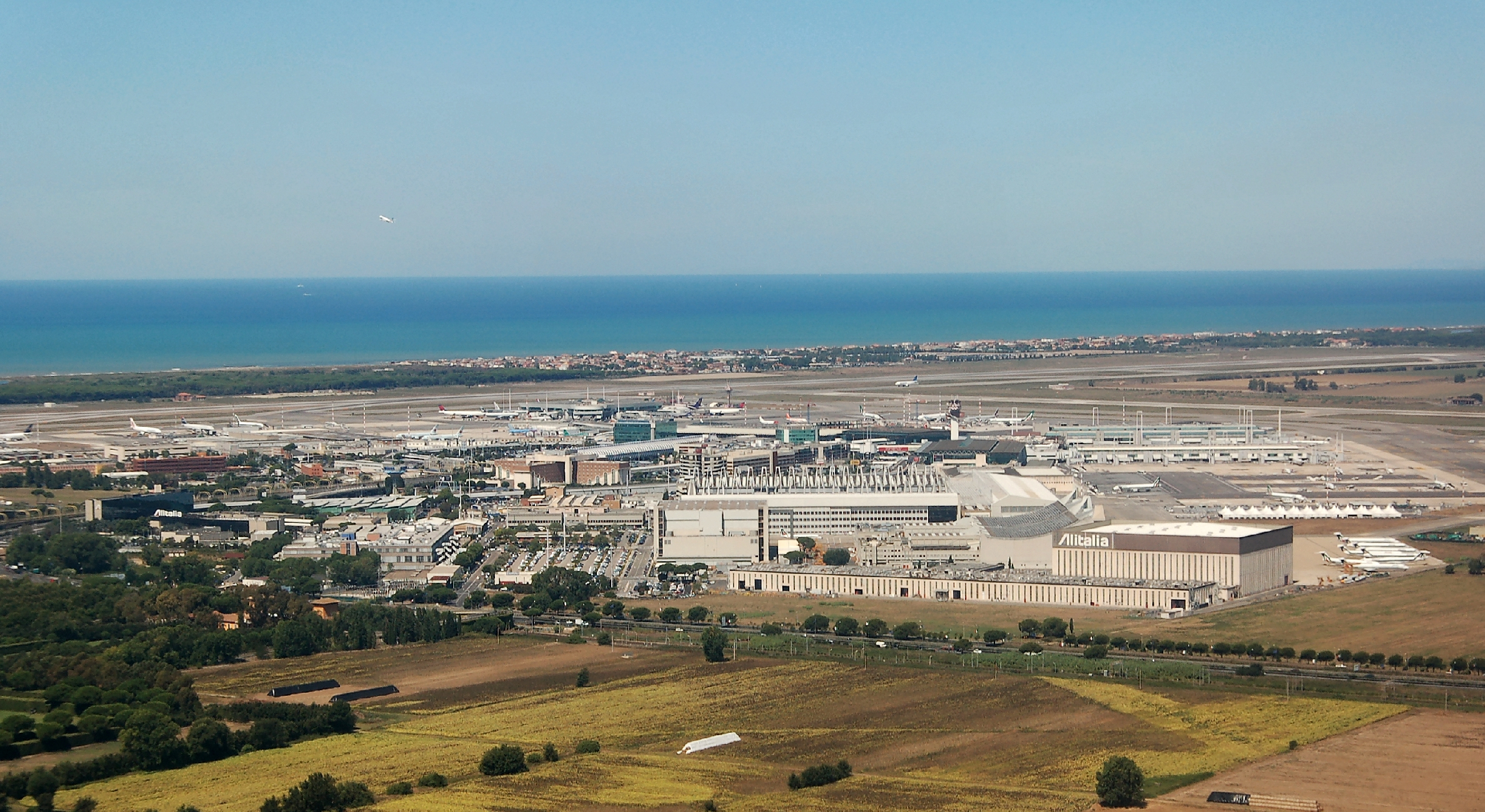
フィウミチーノ空港

- フィウミチーノ空港 （ローマ郊外フィウミチーノ）
- チャンピーノ空港 （ローマ郊外チャンピーノ）

フィウミチーノ空港（レオナルド・ダ・ヴィンチ国際空港）はイタリア最大の国際空港の一つである。イタリアのフラッグキャリアであるアリタリア-イタリア航空などが本拠地とする。チャンピーノ空港（ジョヴァン・バッティスタ・パスティーネ国際空港）は1950年代後半にフィウミチーノ空港が建設されるまでローマを代表していた旧空港であり、近距離航空便や格安航空会社などが利用している。

## 人物

### 著名な出身人物
- マルチェロ・マストロヤンニ - 俳優。フォンターナ・リーリ生まれ。
- カルロ・ヴェルドーネ - 俳優。ローマ生まれ。
- フランチェスコ・トッティ - サッカー選手。ローマ生まれ。
- ベリッシモ・フランチェスコ - 実業家、タレント、料理研究家。ローマ生まれ。